# Новильяда

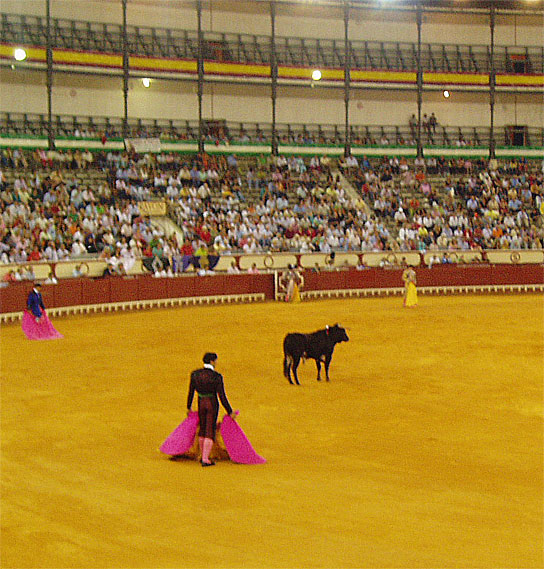

Новильяда (исп. novillada) — разновидность корриды, на которой убивают не взрослого, а молодого быка возрастом от 2 до 4 лет. Бык младше 2 лет называется «бесерро» (becerro), а коррида с ними — бесеррада.
Тореро, участвующий в новильяде, называется новильеро. Новильяда с быками от 2 до 3 лет проводится без участия пикадоров, с быками от 3 до 4 лет — с пикадорами, по обычному порядку корриды.